# Conseil régional de Normandie
Mandature 2021-2028
Conseil régional de Basse-Normandie
Conseil régional de Haute-Normandie
Abbaye aux Dames
Le conseil régional de Normandie est l'assemblée délibérante de la région française de Normandie créée le 1er janvier 2016,,. Hervé Morin, en est le premier président depuis le 4 janvier 2016. Son siège est à Caen (Calvados), à l'abbaye aux Dames.

## Historique
Le conseil régional de Normandie, créé par la loi relative à la délimitation des régions, aux élections régionales et départementales et modifiant le calendrier électoral du 16 janvier 2015 avec effet au 1er janvier 2016, est issu de la fusion des conseils régionaux de Basse et de Haute-Normandie qui comprenaient respectivement 47 et 55 élus (soit 102 conseillers régionaux cumulés).

## Siège
Jusqu'en 2015, les organes délibératifs régionaux siégeaient dans l'ancienne abbaye aux Dames à Caen pour la Basse-Normandie et dans l'ancienne caserne Jeanne-d’Arc à Rouen pour la Haute-Normandie.
Selon l’article 2 de la loi du 16 janvier 2015, le chef-lieu provisoire de la nouvelle région Normandie (services de l'État) devait être désigné par un décret avant le 31 décembre 2015, après avis du conseil municipal et des conseils régionaux concernés et le chef-lieu définitif par un décret pris en Conseil d’État avant le 31 octobre 2016. L'emplacement de l'hôtel de Région devait lui être fixé par une résolution du Conseil régional prise avant le 1er juillet 2016. En attendant la décision finale du conseil régional de Normandie, ce dernier se réunissait provisoirement au chef-lieu - à l'époque encore provisoire - de la région, Rouen. 
Dans un souci d’équilibre, plusieurs personnalités politiques haut-normandes avaient suggéré en 2014 d’établir le siège politique à Rouen et le siège administratif à Caen. C'est pourquoi un amendement a été rajouté à la loi spécifiant qu'une même unité urbaine ne regroupe le chef-lieu proposé, l'hôtel de la région et le lieu de la majorité des réunions du conseil régional que si elle est adoptée à la majorité des trois cinquièmes des membres du conseil régional.
Le 31 juillet 2015, le conseil des ministres avait choisi Rouen comme chef-lieu provisoire,. En décembre 2015, la liste menée par Hervé Morin remporte les élections. La première assemblée plénière du conseil régional de Normandie se tient dans la caserne Jeanne-d'Arc le 4 janvier 2016. Pendant cette séance, Hervé Morin, élu président, confirme que Caen sera le siège du conseil régional, la préfecture de région étant définitivement installée à Rouen le 28 septembre 2016. C'est donc l'inverse de la solution proposée par certaines personnalités politiques haut-normandes qui fut adoptée. Le siège administratif est à Rouen et le siège politique à Caen. 
Lors de la session plénière du 24 et 25 mai 2016, le conseil régional de Normandie a délibéré et a définitivement fixé son siège à Caen comprenant les fonctions ressources (direction générale des services, services juridiques, ressources humaines...) ainsi que la présidence et son environnement (cabinet du président avec son secrétariat). Toutefois le conseil régional a réparti ses directions entre les deux sites de Caen (développement économique avec entre autres le site principal de l'agence correspondante, recherche, innovation, enseignement supérieur, apprentissage, culture...) et Rouen (transports, aménagement du territoire et en majeure partie les lycées). L'agence de l'attractivité de la Normandie est située au Havre.
Rouen accueille par ailleurs deux assemblées plénières annuelles, Le Havre en accueille une. Caen en accueille le solde, soit au moins deux assemblées plénières par an (il s'en déroule au moins cinq par an) ainsi que toutes les réunions de commission permanente. Le CESER suit l'organisation des plénières (ses réunions précèdent les assemblées). Le site de Rouen est donc en partie préservé et constitue aujourd'hui une antenne du conseil régional.

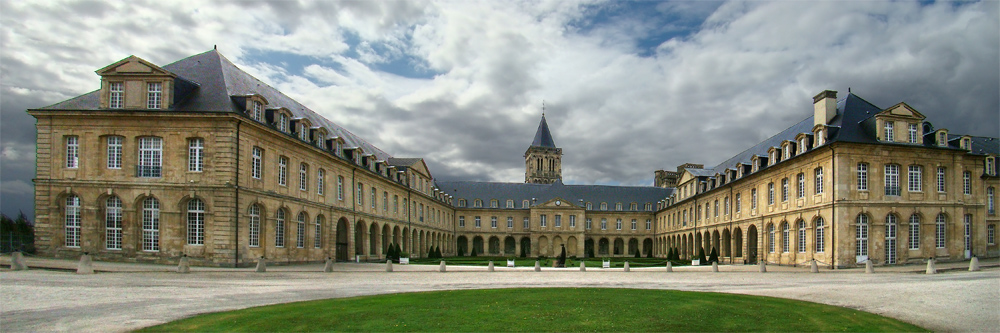
Les bâtiments conventuels de l'abbaye aux Dames, ancien siège du conseil régional de Basse-Normandie et siège de la région Normandie.
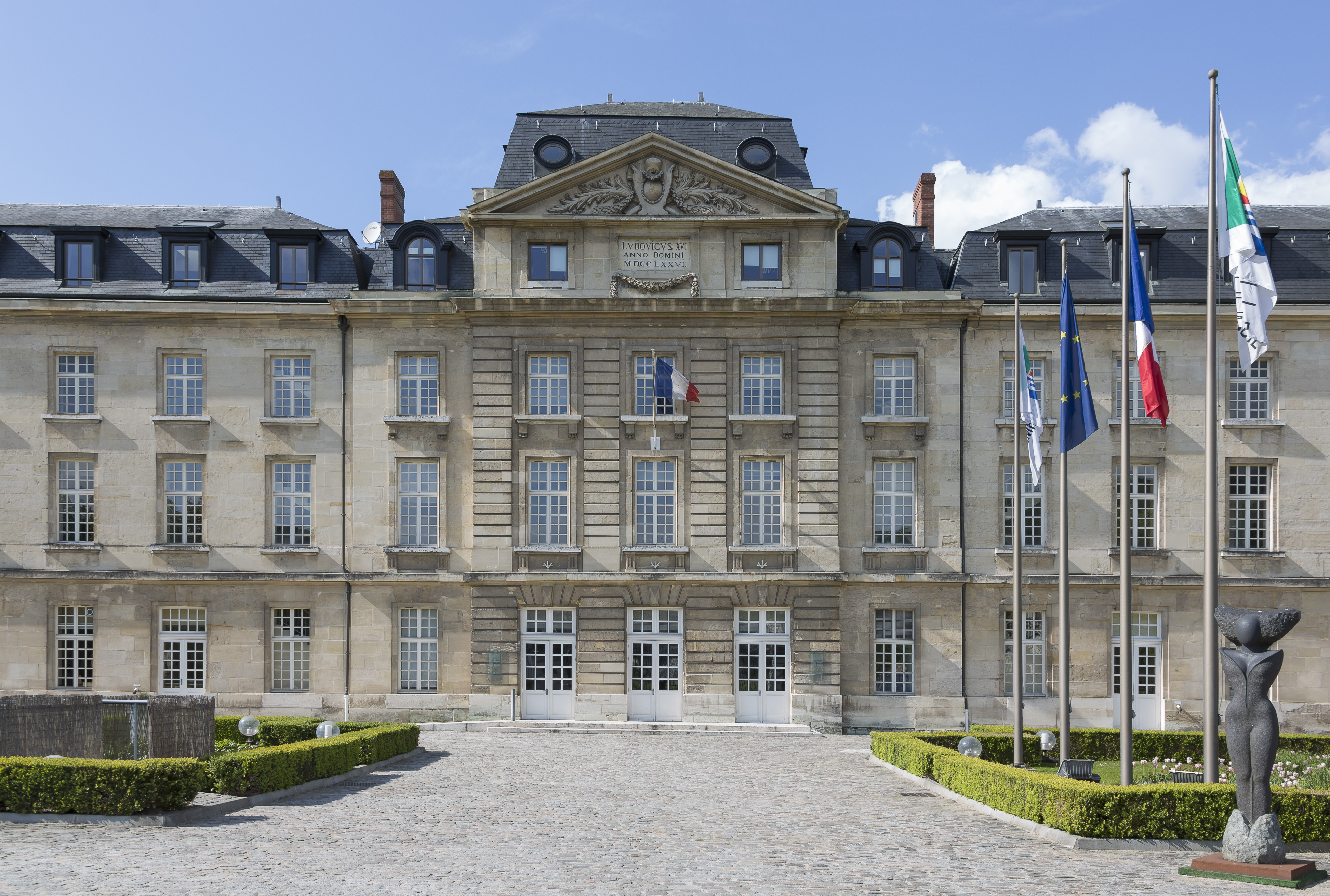
Façade principale de la caserne Jeanne-d’Arc de Rouen, ancien siège du conseil régional de Haute-Normandie et antenne du conseil régional de Normandie.

## Composition et organisation

### Liste des présidents
| Liste des présidents du Conseil régional de Normandie | Liste des présidents du Conseil régional de Normandie | Liste des présidents du Conseil régional de Normandie | Liste des présidents du Conseil régional de Normandie | Liste des présidents du Conseil régional de Normandie                                                                                                | Liste des présidents du Conseil régional de Normandie |
| Année                                                 | Année                                                 | Nom                                                   | Parti                                                 | Autres mandats | Notes                                                 |
| ----------------------------------------------------- | ----------------------------------------------------- | ----------------------------------------------------- | ----------------------------------------------------- | --- | ----------------------------------------------------- |
|                                                       | Depuis 2015                                           | Hervé Morin                                           | UDI puis LC                                           | Président des Régions de France (2017-2019) Président de la communauté de communes du canton de Cormeilles puis de Lieuvin Pays d'Auge (depuis 1996) |                                                       |

### Vice-présidents
| Poste | Conseiller régional | Conseiller régional                                                                              | Parti | Délégation(s)                                                             | Département d'élection |
| ----- | ------------------- | ------------------------------------------------------------------------------------------------ | ----- | ------------------------------------------------------------------------- | ---------------------- |
| 1er   |                     | Sophie Gaugain                                                                                   | LR    | Développement économiques et soutien aux entreprises, RSE des entreprises | Calvados               |
| 2e    |                     | David Margueritte Démissionnaire après son installation comme Sénateur de la Manche en mars 2025 | LR    | Emploi, formation, orientation et apprentissage                           | Manche                 |
| 3e    |                     | Clotilde Eudier                                                                                  | LR    | Agriculture, pêche et forêt                                               | Seine-Maritime         |
| 4e    |                     | Bertrand Deniaud                                                                                 | DVD   | Lycées et éducation                                                       | Orne                   |
| 5e    |                     | Virginie Carolo-Lutrot                                                                           | DVD   | Finances                                                                  | Seine-Maritime         |
| 6e    |                     | Jean-Baptiste Gastinne                                                                           | DVD   | Mobilités, transports et Axe Seine                                        | Seine-Maritime         |
| 7e    |                     | Nathalie Porte                                                                                   | LR    | Tourisme et attractivité                                                  | Calvados               |
| 8e    |                     | Guy Lefrand                                                                                      | DVD   | Aménagement du territoire, ruralité et santé                              | Eure                   |
| 9e    |                     | Julie Barenton Guillas                                                                           | DVD   | Enseignement supérieur, recherche, innovation et numérique                | Manche                 |
| 10e   |                     | Rodolphe Thomas                                                                                  | MoDem | Politique de la ville et cohésion sociale                                 | Calvados               |
| 11e   |                     | Catherine Gourney-Leconte                                                                        | LC    | Affaires générales, ressources humaines et moyens de la collectivité      | Calvados               |
| 12e   |                     | Patrick Gomont                                                                                   | LC    | Culture et patrimoine                                                     | Calvados               |
| 13e   |                     | Aline Louisy-Louis                                                                               | DVD   | Sport, jeunesse et nautisme                                               | Seine-Maritime         |
| 14e   |                     | Hubert Dejean de la Bâtie                                                                        | LC    | Transition environnementale et énergétique                                | Seine-Maritime         |
| 15e   |                     | François-Xavier Priollaud                                                                        | MoDem | Europe, international et rayonnement de la Normandie                      | Eure                   |

### Assemblée régionale
|                                            |       |       |      |                                                    |
| Président du Conseil régional de Normandie |       |       |      |                                                    |
| Hervé Morin (LC)                           |       |       |      |                                                    |
| Parti                                      | Sigle | Sigle | Élus | Groupe                                             |
| Majorité (60 sièges)                       |       |       |      |                                                    |
| Les Républicains                           |       | LR    | 28   | La Normandie conquérante avec Hervé Morin          |
| Divers droite                              |       | DVD   | 18   | La Normandie conquérante avec Hervé Morin          |
| Les Centristes                             |       | LC    | 4    | La Normandie conquérante avec Hervé Morin          |
| Mouvement démocrate                        |       | MoDem | 3    | La Normandie conquérante avec Hervé Morin          |
| Les Centristes                             |       | LC    | 3    | La Normandie conquérante avec Hervé Morin          |
| Union des démocrates et indépendants       |       | UDI   | 2    | La Normandie conquérante avec Hervé Morin          |
| Parti radical                              |       | PRV   | 1    | La Normandie conquérante avec Hervé Morin          |
| Le Mouvement de la ruralité                |       | LMR   | 1    | La Normandie conquérante avec Hervé Morin          |
| Opposition (42 sièges)                     |       |       |      | La Normandie conquérante avec Hervé Morin          |
| Rassemblement national                     |       | RN    | 11   | Rassemblement National - Faire gagner la Normandie |
| L'Avenir français                          |       | LAF   | 1    | Rassemblement National - Faire gagner la Normandie |
| Europe Écologie Les Verts                  |       | EÉLV  | 7    | Normandie écologie                                 |
| Génération.s                               |       | G·s   | 3    | Normandie écologie                                 |
| Génération écologie                        |       | GÉ    | 1    | Normandie écologie                                 |
| Parti socialiste                           |       | PS    | 8    | La Gauche Normande                                 |
| Place publique                             |       | PP    | 1    | La Gauche Normande                                 |
| Divers droite                              |       | DVD   | 3    | Normandie Terre d'avenir                           |
| La République en marche                    |       | LREM  | 2    | Normandie Terre d'avenir                           |
| Territoires de progrès                     |       | TdP   | 1    | Normandie Terre d'avenir                           |
| Divers centre                              |       | DVC   | 1    | Normandie Terre d'avenir                           |
| Reconquête                                 |       | REC   | 3    | Reconquête                                         |

## Rapport de la Chambre régionale des comptes
En décembre 2023, un rapport de la Chambre régionale des comptes (CRC) note que la région rembourse au président ses « frais de représentation », composés « quasi exclusivement de frais de repas », pour un montant total de « 6 000 euros par an ». Le contrôle de la CRC ne met pas en évidence des dépenses « manifestement dépourvue de tout lien avec l'intérêt régional », mais elle « confirme le caractère illégal et peu transparent de ces dépenses, auxquelles il convient de mettre un terme ». Les dépenses de représentation ou de réception de la région Normandie ont coûté au contribuable entre 66 467 (2020) et 102 427 euros (2018), alors que la moyenne de ces dépenses dans les régions métropolitaines, hors Île-de-France et Corse, vont pour la même période (de 2018 à 2021) de 26 000 à 40 000 euros. Hervé Morin annonce le 18 décembre « mettre fin au remboursement de ses frais de représentation ».